# Josey Jewell
Josey Jewell (Decorah, Iowa, 25 de diciembre de 1994) es un jugador profesional estadounidense de fútbol americano que se desempeña en la posición de linebacker en Denver Broncos, equipo de la National Football League (NFL).

## Carrera
Fue seleccionado en la cuarta ronda en la Reunión Anual de Selección de Jugadores de la NFL de 2018. Hizo su debut profesional con el equipo Denver Broncos, donde lleva jugando seis temporadas.